# Kościół katolicki na Palau
Kościół Rzymskokatolicki na Republice Palau jest częścią  światowego Kościoła katolickiego, który działa pod duchowym przewodnictwem papieża oraz Kurii Rzymskiej w Watykanie. Palau należy do diecezji Karolinów.
Według danych z roku 2000 katolicy stanowią 41,6% społeczeństwa.

## Historia
Kościół katolicki zaczął powstawać na Palau, kiedy przybyli na wyspę hiszpańscy kapucyni-misjonarze w dniu 28 kwietnia 1891 roku, aby zacząć rozpowszechniać w kraju katolicyzm.